# Elizabeth Ashley
Elizabeth Ashley (ur. 30 sierpnia 1939) – amerykańska aktorka filmowa i telewizyjna.

## Filmografia
seriale
- 1967: Mannix jako Karen Winslow
- 1970: Wszystkie moje dzieci jako Madge Sinclair
- 1988: Gorączka nocy jako Maybelle Chesboro
- 1996: A teraz Susan jako Serena Benson
- 2010: Treme jako Ciocia Mimi

filmy
- 1964: Rogate dusze (Carpetbaggers, The) jako Monika Winthrop
- 1974: Rancho Deluxe jako Cora Brown
- 1978: Coma jako mrs Emerson z Instytutu Jeffersona
- 1981: Ojcostwo jako Eve Swiss
- 1988: Pocałunek wampira jako dr Glaser
- 1991: Sens życia − historia Jill Ireland jako Vicky
- 2007: Trudna miłość jako Marg

## Nagrody
Za rolę Moniki Winthrop w filmie Rogate dusze została nominowana do nagrody Złotego Globu, a za rolę teatralną w Take Her, She's Mine otrzymała Nagrodę Tony.